# Rhynchostegium stramineoides
Rhynchostegium stramineoides là một loài Rêu trong họ Brachytheciaceae. Loài này được (Sauerb.) Wijk & Margad. miêu tả khoa học đầu tiên năm 1960.